# Kanton Fruges
Kanton Fruges (francouzsky Canton de Fruges) je francouzský kanton v departementu Pas-de-Calais v regionu Hauts-de-France. Tvoří ho 55 obcí. Před reformou kantonů 2014 ho tvořilo 25 obcí.

## Obce kantonu
od roku 2015:
| - Ambricourt - Audincthun - Avondance - Avroult - Beaumetz-lès-Aire - Bomy - Canlers - Coupelle-Neuve - Coupelle-Vieille - Coyecques - Crépy - Créquy - Delettes - Dennebrœucq - Ecques - Embry - Enguinegatte - Enquin-les-Mines - Erny-Saint-Julien - Fauquembergues - Febvin-Palfart - Fléchin - Fressin - Fruges - Herbelles - Heuringhem - Hézecques - Inghem | - Laires - Lebiez - Lugy - Mametz - Matringhem - Mencas - Merck-Saint-Liévin - Planques - Quiestède - Racquinghem - Radinghem - Reclinghem - Renty - Rimboval - Royon - Ruisseauville - Sains-lès-Fressin - Saint-Augustin - Saint-Martin-d'Hardinghem - Senlis - Thérouanne - Thiembronne - Torcy - Verchin - Vincly - Wardrecques |

před rokem 2015:
- Ambricourt
- Avondance
- Canlers
- Coupelle-Neuve
- Coupelle-Vieille
- Crépy
- Créquy
- Embry
- Fressin
- Fruges
- Hézecques
- Lebiez
- Lugy
- Matringhem
- Mencas
- Planques
- Radinghem
- Rimboval
- Royon
- Ruisseauville
- Sains-lès-Fressin
- Senlis
- Torcy
- Verchin
- Vincly